# André Dosé
André Heinrich Dosé (* 10. Mai 1957) ist ein Schweizer Manager. Er ist ehemaliger Chief Executive Officer (CEO) der Fluggesellschaften Crossair, Swiss und Gulf Air. Von 2012 bis Dezember 2013 war er Verwaltungsratspräsident des Grasshopper Club Zürich. Er ist Präsident der Netzbetreibergesellschaft Swissgas. 

## Karriere
André Dosé ist in Bolligen aufgewachsen. Nach der Verkehrsschule in Biel absolvierte er bei der Swissair eine Ausbildung zum Luftverkehrsangestellten. Mit 17 Jahren machte er das Flugzeugbrevet. Nach sechs Jahren Tätigkeit bei der Swissair ging er in die Vereinigten Staaten, wo er sich zum Berufspiloten ausbilden liess und sechs Jahre lang als Pilot tätig war. Er flog auch Sprühflüge in Louisiana.

### Crossair
Von 1986 bis 2002 arbeitete Dosé in unterschiedlichen Funktionen für die Crossair. Dosé hatte im Gegensatz zum als impulsiv bekannten Moritz Suter den Ruf, sehr ausgeglichen zu sein.

#### Flugzeugabstürze
Wegen des Absturzes des Crossair-Flugs 498 mit zehn Toten vom 10. Januar 2000 bei Nassenwil erhob die Bundesanwaltschaft im Oktober 2007 Anklage gegen sechs frühere Crossair-Verantwortliche, darunter Moritz Suter und CEO André Dosé. Sie warf Suter und Dosé unter anderem vor, für eine «Angstkultur» bei der Airline verantwortlich gewesen zu sein, die zur bewussten Missachtung von Vorschriften geführt habe. Das Verfahren wurde von der Bundesanwaltschaft wegen Verjährung und wegen nicht nachgewiesener Sorgfaltspflichtverletzungen eingestellt.
Suter, Dosé und vier weitere Mitarbeiter wurden wegen des Absturzes von Crossair-Flug 3597 mit 24 Toten bei Bassersdorf vom 24. November 2001 wegen fahrlässiger Tötung und fahrlässiger schwerer Körperverletzung angeklagt und am 16. Mai 2008 vollumfänglich freigesprochen. Das Gericht sprach den sechs Freigesprochenen Entschädigungen von insgesamt 851'000 Franken zu (davon 836'000 Franken Verteidigungskosten). Das Bundesstrafgericht in Bellinzona befand für den Absturz keinen ursächlichen Zusammenhang auch im Vorwurf der «aggressiven Expansionspolitik» Suters.

### Swiss
Dosé war von März 2002 bis 2004 erster CEO der Swiss, trat aber unter Druck des Strafverfahrens wegen der Crossair-Abstürze in Bassersdorf und Nassenwil zurück.

### Gulf Air
Dosé übernahm das Amt des CEO der Gulf Air zum 1. April 2007 und gab am 23. Juli 2007 seinen Rücktritt bekannt. Konflikte zwischen dem Management und dem Verwaltungsrat sollen den Schweizer zu diesem Schritt bewogen haben. Sein Nachfolger wurde Björn Näf, ebenfalls ehemaliger Swiss-Manager.

### Mandate
Dosé war von 2011 bis 2023 Verwaltungsratspräsident von Gasverbund Mittelland, seit 2018 ist er Präsident von Swissgas, zuvor ab 2011 Vizepräsident. Seit 2018 ist er Vizepräsident von Transitgas AG. Seit 2013 ist er Verwaltungsrat der SET Swiss Energy Trading AG, seit 2020 Delegierter des Verwaltungsrates. Weiter ist er Mitglied des Aufsichtsrates der Grieshaber Logistics Group AG in Bad Säckingen.
Dosé war von 2004 bis 2022 im Verwaltungsrat der BLT Baselland Transport AG, ab 2010 als Präsident.
Dosé ist Partner bei der Beratungsfirma Bernd Remmers Consultants AG.

## Werke
- André Dosé, Sacha Wigdorovits: Sturmflug. André Dosés Rückblick auf seinen Kampf um die SWISS. Orell Füssli, Zürich 2004, ISBN 3-280-06053-2.